# ジョナサン・ルイス
ジョナサン・ロバート・ルイス（Jonathan Robert LEWIS、1965年 - ）は、イギリス出身の政治学者・社会学者。
東京大学社会科学研究所日本社会研究情報センター助教授等を経て、一橋大学大学院社会学研究科教授。政治学博士。

## 略歴
スコットランド出身。1987年オックスフォード大学オリオル・カレッジ文学部卒業。スターリング大学大学院博士課程在籍中に日本語能力試験第1級に合格。外国語青年招致事業として来日し、埼玉県立浦和高等学校英語助手、東京大学社会科学研究所日本社会研究情報センター準備室助手を経て、1996年から東京大学社会科学研究所日本社会研究情報センター助教授。1998年シェフィールド大学大学院東アジア研究科政治学専攻博士課程修了。政治学博士。1999年東京電機大学理工学部助教授。2002年一橋大学大学院社会学研究科助教授。2008年一橋大学大学院社会学研究科教授。

## 著書
- 『ブロードバンドで学ぶ英語』光文社新書 2002年
- 『紛争解決の国際政治学』（中満泉、ロナルド・スターデと共編著）ミネルヴァ書房, 2010年
- 『インターネットで日本語はどうなるか』（西垣通と共著）岩波書店 2001年